# Historia Gliwic

Historia Gliwic – historia Gliwic od 1276 roku.

## Średniowiecze

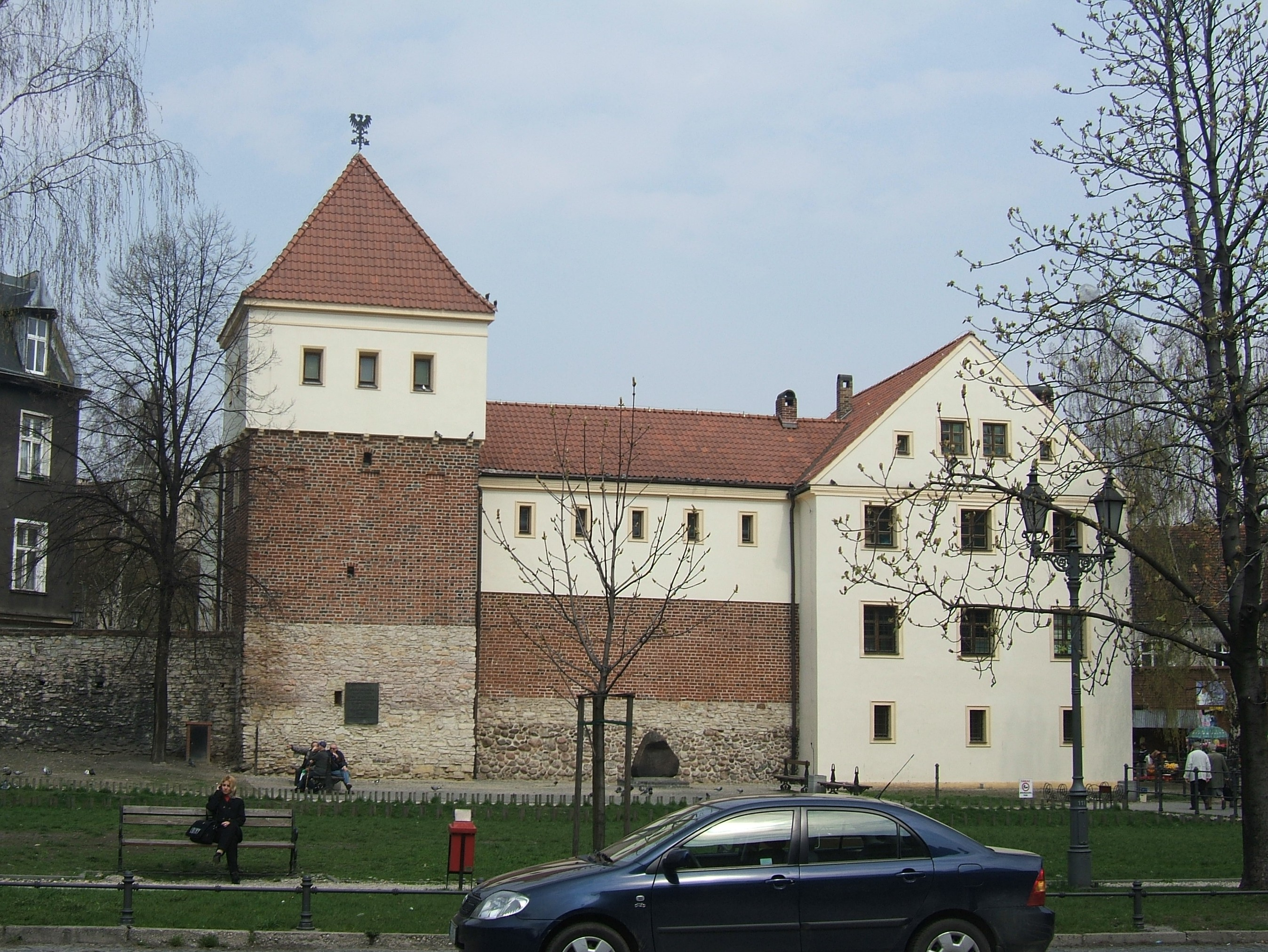
Gliwice - Zamek Piastowski.

Pierwsza wzmianka o mieście Gliwice pochodzi z 1276 roku. W okresie rozbicia dzielnicowego miasto należało do Piastów górnośląskich.
Miasto powstało na przecięciu się ówczesnych szlaków handlowych z Krakowa do Wrocławia oraz z Węgier i Moraw dalej na północ.
W czasach Mieszka Plątonogiego, wnuka Bolesława Krzywoustego Gliwice leżały w Księstwie opolsko-raciborskim. W 1289 roku po podziale księstwa pomiędzy czterech synów stały się odrębnym księstwem.
Księstwo gliwickie jako lenno przeszło pod panowanie Wacława II Czeskiego (władca Czech 1278-1305, władca Polski 1291-1305). Jego syn, Wacław III, w latach 1305-1306 również był jednocześnie władcą Czech i Polski. Władysław I Łokietek (władca Polski 1306-1331) nie zdołał włączyć Śląska w granice zjednoczonej Polski. Ponieważ Czechy (od 1085) były lennem Świętego Cesarstwa Rzymskiego Narodu Niemieckiego, również Gliwice znalazły się pośrednio w niemieckiej strefie wpływów. W owym czasie tereny te słynęły z hodowli ryb, młynarstwa, uprawy chmielu, a co za tym idzie z produkcji i sprzedaży piwa.
W 1430 roku miasto stanowiło bazę stronnika husytów, litewskiego księcia Zygmunta Korybutowicza.
Przed 1431 rokiem powstały mury miejskie, zbudowane częściowo z łamanego kamienia, a częściowo z cegły w układzie polskim. Opatrzone były dwiema bramami: Białą (Bytomską) od południowego wschodu i Czarną (Raciborską) od północnego zachodu.

## Dzieje nowożytne

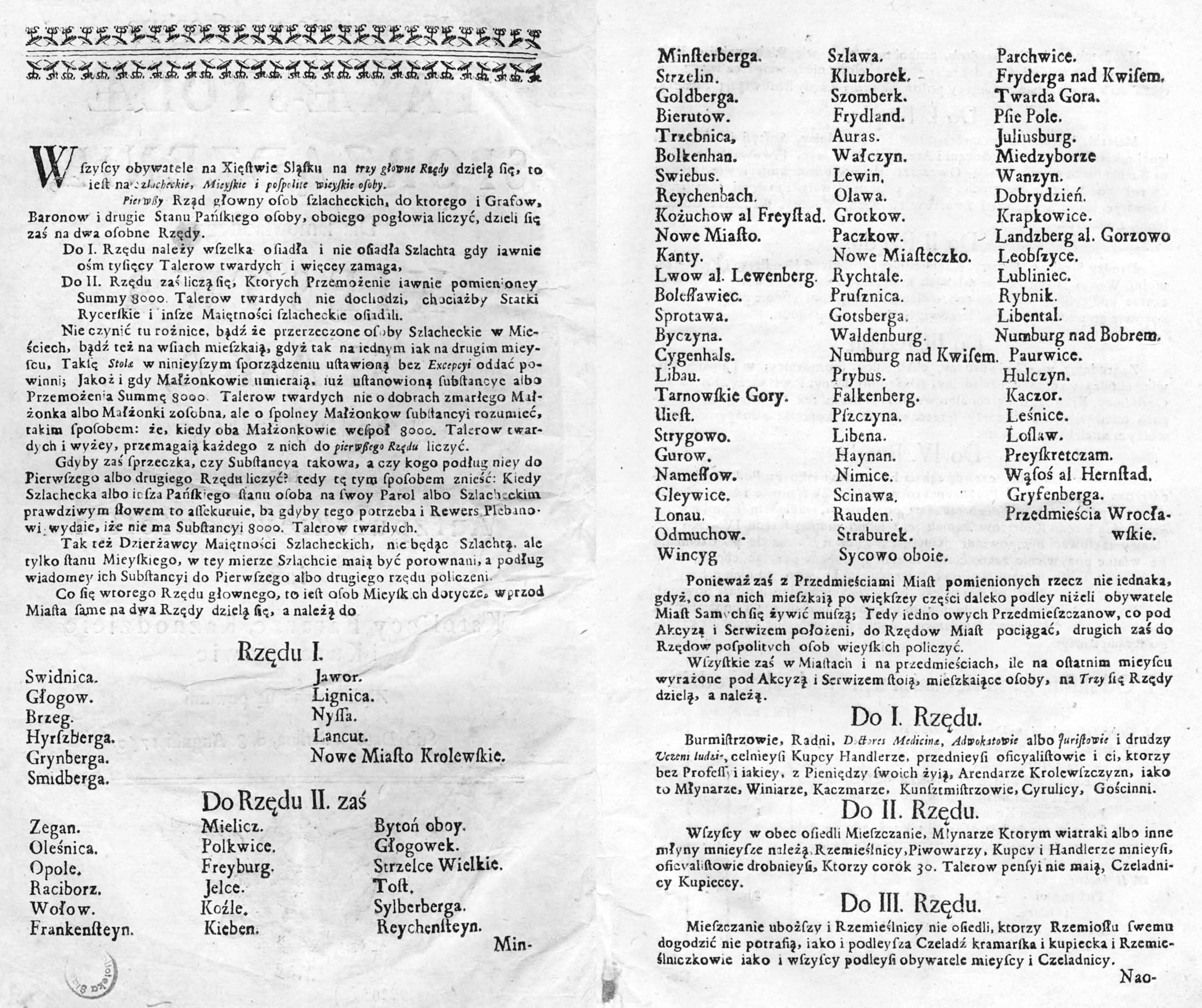
Nazwa Gleywice wśród innych nazw śląskich miejscowości w urzędowym pruskim dokumencie z 1750 roku wydanym w języku polskim w Berlinie.

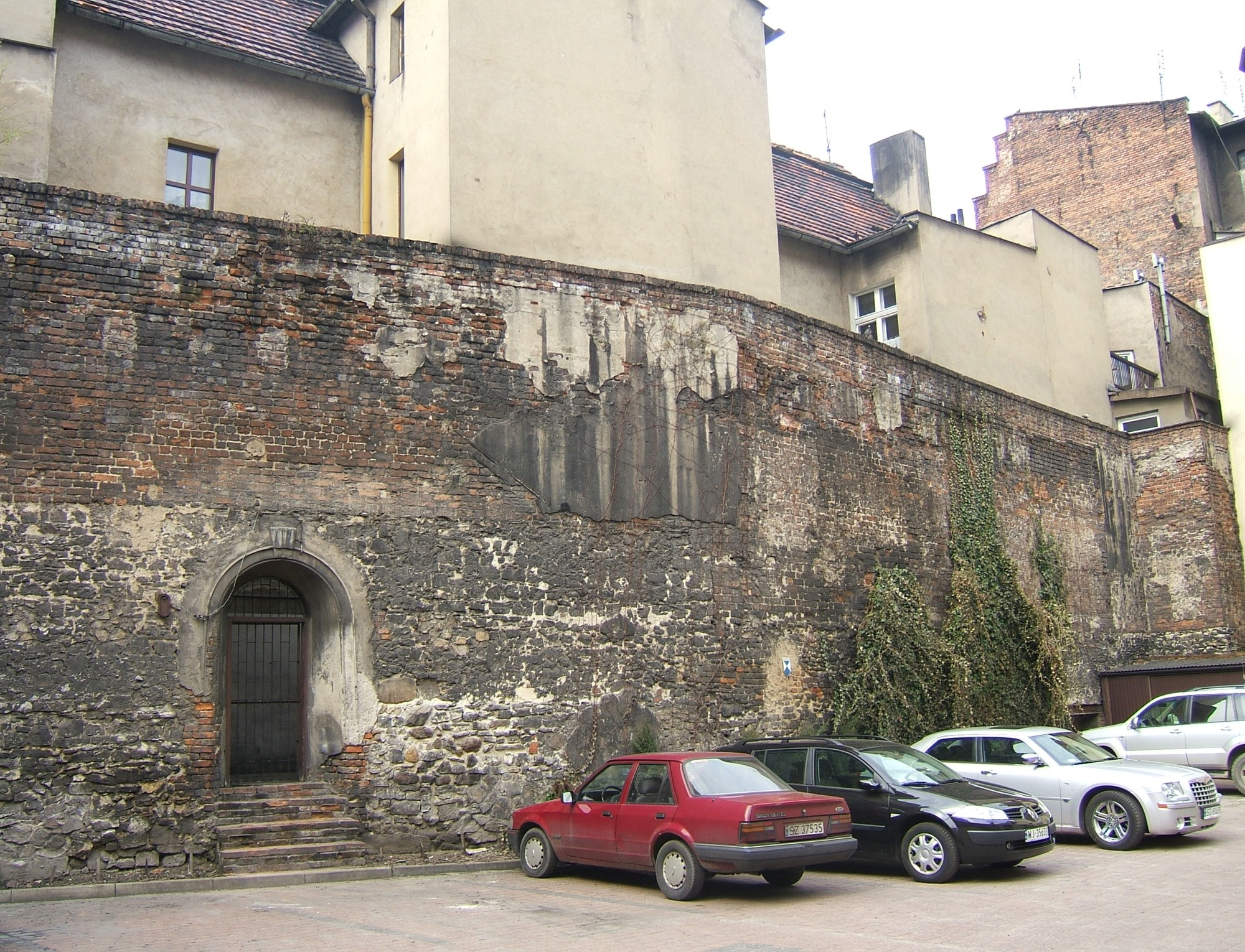
Gliwice - Mury obronne.

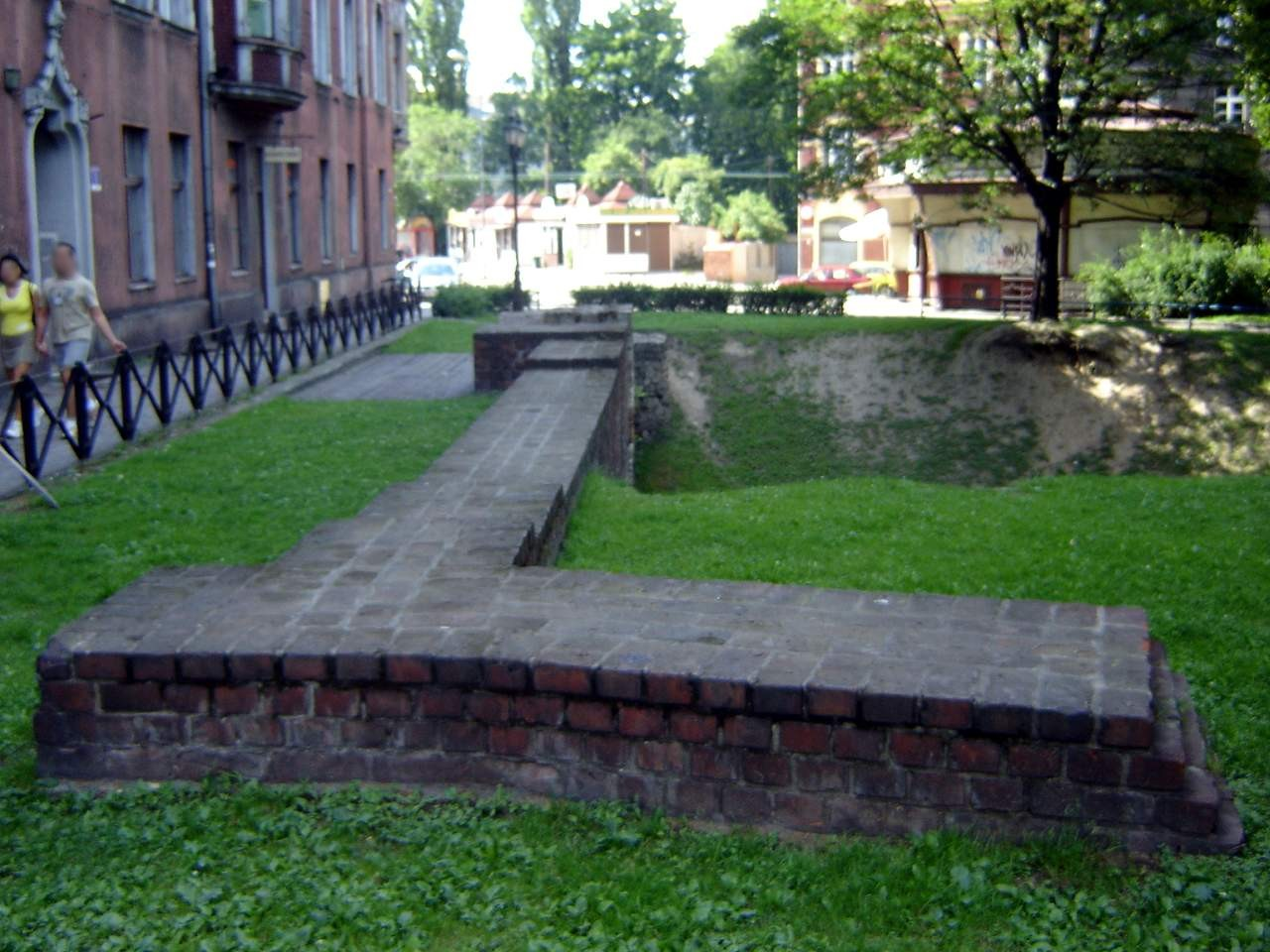
Gliwice - Ruiny bramy Czarnej (Raciborskiej)

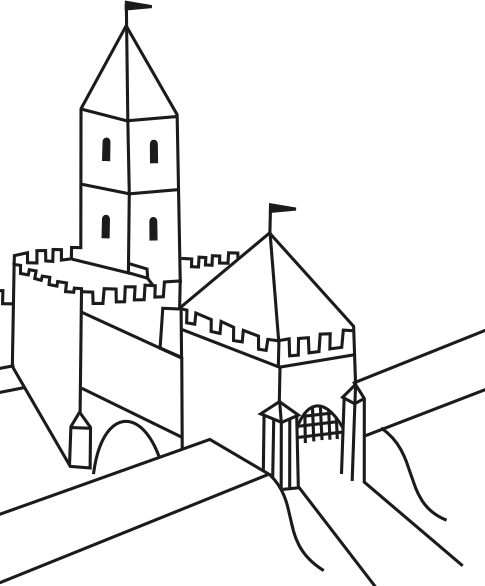
Gliwice - Szkic wyglądu bramy miejskiej i fosy w okresie od XVI do XVIII wieku

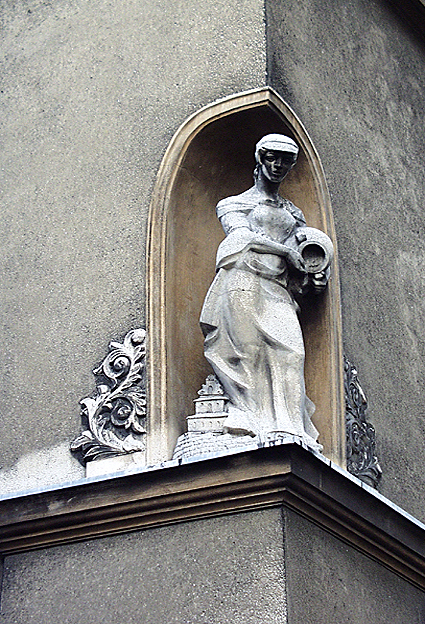
Gliwice - Rzeźba nawiązująca do legendy o oblężeniu miasta podczas wojny trzydziestoletniej

W czasach księstwa opolsko-raciborskiego Gliwice wraz z Opolem, Raciborzem, Prudnikiem, Żorami i Koźlem były własnością króla Czech. Ośrodkiem władz miejskich był ratusz, wybudowany w XV w., w którym urzędował wójt i starsi cechów.
Z chwilą wymarcia w 1525 roku ostatnich książąt z rodu Piastów Ziemia Gliwicka przeszła pod panowanie Habsburgów. W 1569 roku, za olbrzymią sumę 27 tysięcy talarów, Gliwice wykupiły tak zwane "państwo" gliwickie czyli zwierzchnie prawa książęce. Od tego czasu posiadały status wolnego miasta, podległego koronie czeskiej. W tym czasie do miasta należały następujące wsie: Szywałd, Krywałd, Ostropa, Trynek, Żernica oraz część Szobiszowic i folwark w Wójtowej Wsi. Do tego dochodziło około 400 ha lasów, liczne stawy rybne w dolinie Kłodnicy (największy z nich znajdował się w miejscu dzisiejszego Placu Krakowskiego), dwa młyny wodne na Kłodnicy i folusz do wyrobu sukna. W mieście funkcjonowały waga miejska przy ratuszu, słodownia, browar oraz łaźnia, z których dochód szedł na potrzeby miasta.
W 1601 roku pożar zniszczył całe miasto.
W 1626 roku (w czasie wojny trzydziestoletniej) katolickie miasto było oblężone przez protestanckie wojska duńskie pod wodzą Ernsta von Mansfelda (1580-1626). Według miejscowych podań w obronie Gliwic pomagały kobiety, wylewające na atakujących gorącą kaszę (jedną z nich przedstawia rzeźba na narożniku kamienicy przy ul. Plebańskiej). Do zwycięstwa miała się też przyczynić Matka Boska, ukazując się ponad murami obronnymi, aby odstraszyć najeźdźców - ślad przekonania o nadprzyrodzonej interwencji widać w herbie nadanym przez cesarza Ferdynanda II Habsburga w 1629 roku (funkcjonował do 1945 roku).
W 1683 roku przez miasto przeszły wojska Rzeczypospolitej, zmierzające na odsiecz Wiedniowi. Król Jan III Sobieski nocował w klasztorze franciszkanów (obecnie budynek należy do redemptorystów) przy kościele Podwyższenia Krzyża Świętego, a jego wojska biwakowały na polach podgliwickich Szobiszowic.
W 1711 roku miał miejsce drugi wielki pożar miasta.
W 1742 roku Gliwice w wyniku wojen śląskich z Austrią znalazły się w granicach Królestwa Prus.
W 1792 roku rozpoczęto budowę Kanału Kłodnickiego, będącego ważną trasą, łączącą Górny Śląsk z Odrą. Wydarzenie upamiętnia fontanna z Neptunem z 1794 roku. Budowę kanału ukończono w 1822 roku.
W 1796 roku w "Królewskiej Hucie" uruchomiono pierwszy na kontynencie europejskim wielki piec opalany koksem - według wzorców z Wysp Brytyjskich. Budowę urządzenia nadzorował Szkot, John Baildon.
Topograficzny opis Górnego Śląska z 1865 roku notuje stosunki ludnościowe na terenie miasta - "Die Bewohner von Gleiwitz find deutscher und polnischer Abstammung und Zunge. Bei dem gebildeteren Publikum ist die deutsche, bei dem niederen die polnische Sprache vorherrschend. Es waren 1858: 7060 Deutsche, 3566 Polen, 11 Mahren und 1 Bohme." czyli w tłumaczeniu na język polski "Wśród mieszkańców Gliwic można znaleźć osoby niemieckiego oraz polskiego pochodzenia i języka. Językiem wykształconej warstwy mieszkańców jest niemiecki, a wśród niższych warstw język polski. W 1858 notowano: 7060 Niemców, 3566 Polaków, 11 Morawian oraz 1 Czecha".
Pierwszą drukarnię w Gliwicach uruchomił w 1826 roku Gustav Neumann, pochodzący z Kamiennej Góry. Z czasem oficyna Neumannów rozrosła się i miała przedstawicielstwa i filie w co najmniej 9 górnośląskich miastach.
Z początkiem XX w. Gliwice stały się także miastem górniczym. W 1901 r. z połączenia szeregu pól górniczych powstała formalnie kopalnia „Gliwice”. Jej budowę w południowej części miasta rozpoczęto jednak dopiero w 1910 r., zaś wydobycie w roku 1912. Wydobywano w niej węgiel koksujący, który przerabiała zbudowana tuż obok duża koksownia. Na terenie Sośnicy (od 1 stycznia 1927 r. przyłączonej do Gliwic jako jej wschodnia dzielnica) na podstawie starych nadań jeszcze z lat 1860 i 1867 wybudowano w wojennych latach 1913-1916 kopalnię „Sośnica”.

## Lata 1918–1939

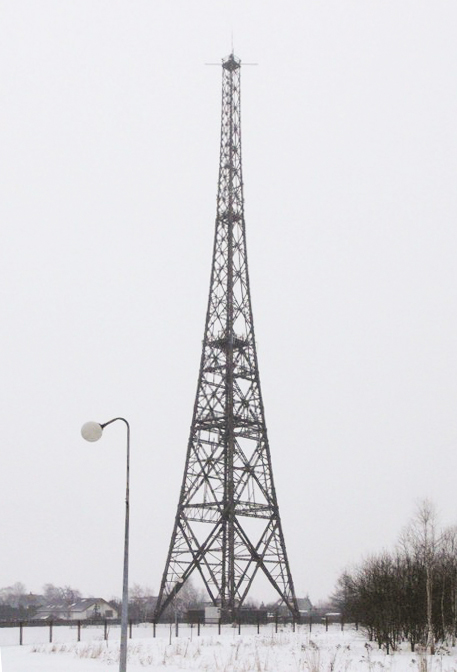
Gliwice - Radiostacja gliwicka.

Pod koniec I wojny światowej w czerwcu i lipcu 1918 roku doszło w mieście do gwałtownych zamieszek głodowych (plądrowano sklepy z żywnością). Za udział w zamieszkach aresztowano 653 osoby. W kwietniu 1919 roku 8 robotników ginie od kul podczas tłumienia protestów robotniczych. W Gliwicach zaczęły powstawać liczne polskie organizacje patriotyczne i społeczno-kulturalne. Między innymi w 1919 roku reaktywowano Towarzystwo Gimnastyczne "Sokół", utworzono takie organizacje jak: w 1918 roku polska Straż Obywatelska, w 1918 roku Związek Wojacki, od stycznia 1919 roku Komendę Polskiej Organizacji Wojskowej Górnego Śląska, od 1919 roku Towarzystwo Oświaty na Śląsku im. św. Jacka, od 1919 roku Towarzystwo Czytelni Ludowych, Związek Towarzystw Polek, Koła Śpiewacze "Cecylia" i "Ligia", Towarzystwo Polskiej Młodzieży im. św. Alojzego, Uniwersytet Ludowy, Bank Ludowy.
Decyzją konferencji pokojowej w Wersalu w 1919 roku o przynależności państwowej Gliwic miał zdecydować plebiscyt. Odbył się on 20 marca 1921 roku. W powiecie gliwicko-toszeckim plebiscyt wypadł korzystnie dla Polski, w samych Gliwicach jednak większość głosów uzyskali Niemcy. W trakcie III powstania śląskiego miasto ominęły walki powstańcze. Do potyczek doszło na przedmieściach miasta i w całym powiecie toszecko-gliwickim. W czerwcu 1921 roku do Gliwic wjechały czołgi angielskie, a na tereny powiatu wkroczyły wojska alianckie. Postanowieniem naczelnego dowództwa sił sojuszniczych Gliwice i Zabrze znalazły się znów pod przejściowym zarządem francuskim. W II i III powstaniu śląskim miasto było blokowane przez powstańców śląskich, jednak w III powstaniu miały miejsce walki z polskimi funkcjonariuszami Policji Górnego Śląska na terenie koszar. Na mocy decyzji o podziale terenu plebiscytowego, którą podjęła Rada Ligi Narodów, a zatwierdziła Rada Ambasadorów w październiku 1921 roku, Gliwice pozostały w granicach Niemiec (Republiki Weimarskiej). 18 kwietnia 1922 roku został przez Niemców zamordowany dr Wincenty Styczyński, które to wydarzenie wywołało wielkie oburzenie wśród polskiej ludności miasta. Miasto zostało jednym z centralnych miast niemieckiej części Górnego Śląska, podczas gdy oficjalną stolicą rejencji było Opole. Jednak to właśnie w Gliwicach, ze względu na silne uprzemysłowienie i bliskość nowej granicy, mieściły się siedziby wielu instytucji i organizacji, między innymi spółek, koncernów, zarządów okręgowych górnictwa i hutnictwa, związków zawodowych robotników i pracodawców, Górnośląskiej Spółki Brackiej i Związku Górnośląskiej Szkoły Górniczej, a także dyrekcje zarządów dóbr Ballestremów i Schaffgotschów. W 1924 roku włączono w obręb miasta port w Łabędach, a w 1927 roku okoliczne wsie i osiedla: Ligotę Zabrską (Ellguth Zabrze, później Steigern), Sośnicę (Sossnitza, później Oehringen), Szobiszowice (Petersdorf), Wójtową Wieś (Richtersdorf) i Żerniki (Zernik, później Gröling).
Wstrzymanie przez Niemcy w 1925 roku importu węgla z Polski przyczyniło się do polepszenia zbytu węgla wydobywanego w prowincji górnośląskiej. Ponadto kapitał niemiecki intensywnie wspierał, kosztem wielu milionów marek, tereny niemieckiego Górnego Śląska graniczące z Polską. Uchwalony został program "Pomocy dla Niemieckiego Wschodu", który miał z jednej strony pokazać zainteresowanie Rzeszy tym regionem, z drugiej zaś zahamować ucieczkę ze Śląska na Zachód. Obejmował on między innymi budowę nowych osiedli mieszkaniowych, gmachów publicznych, włączania do Gliwic, Zabrza i Bytomia okolicznych osad robotniczych.
Dzięki temu Gliwice szybko stały się największym miastem nowej prowincji. Już w 1922 roku przeniesiono tu siedzibę wielkiej spółki Oberschlesische-Eisenbahn-Bedarfs-Gesellschaft. W 1925 roku dzięki specjalnym niskoprocentowym kredytom rządowym powstało w Gliwicach nowe przedsiębiorstwo Vereinigte Oberschlesische Hüttenwerke AG, o kapitale 60 milionów marek. Przyczyny polityczne sprawiły, że przeprowadzono gruntowną modernizację, mającą przynieść pełne uniezależnienie od zakładów leżących na polskiej stronie Śląska. Wspierane kredytami państwowymi przeniosły się tu niektóre firmy z innych części Niemiec. Wówczas zbudowano również najnowocześniejsze zakłady przemysłowe przemysłu hutniczego i chemicznego (Gliwice, Kędzierzyn, Kuźnia Raciborska, Łabędy, Racibórz). We wrześniu 1936 roku oddano do użytku odcinek autostrady (Reichsautobahn) Gliwice-Zabrze. Do końca 1942 roku gotowa była czteropasmowa (lecz jednojezdniowa - bez pasa zieleni pośrodku) autostrada Gliwice-Bytom oraz dwupasmowa (z infrastrukturą przygotowaną do budowy drugiej jezdni) Gliwice-Strzelce Opolskie (w stronę Berlina).

## Lata 1939–1945
W dniu 31 sierpnia 1939 roku sfingowano napad na ówczesną radiostację gliwicką. Miał to być pretekst do napaści wojsk niemieckich na Polskę. W latach wojny przemysł miasta był nastawiony na produkcję zbrojeniową. W Gliwicach powstały cztery filie obozu Auschwitz-Birkenau, które były źródłem taniej siły roboczej. Z 23 na 24 stycznia 1945 roku Gliwice, jako pierwsze z dużych miast niemieckiego Górnego Śląska, zostały zajęte przez Armię Czerwoną. Armia Czerwona spaliła dwa największe miejscowe kina, teatr miejski, hotel Haus Obesrchlesien, kaplicę św. Małgorzaty, katolicki sierociniec, zdewastowano palmiarnię i podłożono ogień na rynku.
Żołnierze sowieccy wzięli na mieszkańcach miasta krwawy odwet za niemieckie zbrodnie na Wschodzie. Gwałty, rozstrzeliwania, plądrowania trwały przez kilka pierwszych tygodni sowieckiej okupacji. W dzisiejszej dzielnicy Bojków (Schönwald), w której ze strony mieszkańców nie padł ani jeden strzał, czerwonoarmiści zabili około 200 cywilów. W sumie na terenie Gliwic od stycznia do marca zginęło 1500-3000 mieszkańców.

## Dzieje powojenne
Od końca stycznia do marca 1945 roku władzę nad miastem sprawowała Komendantura Wojenna Armii Czerwonej. Wojsko zajęło wszystkie budynki użyteczności publicznej na szpitale wojskowe i punkty kwaterunkowe. W dawnej siedzibie Gestapo przy ul. Zygmunta Starego ulokowała się tajna sowiecka policja polityczna NKWD. W lutym 1945 roku wywieziono do pracy w kopalniach, w głębi ZSRR większość zdolnych do pracy mężczyzn. W marcu 1945 roku do Gliwic przyjechali polscy urzędnicy. Rozpoczęto unifikację miasta z państwem polskim. 6 kwietnia 1945 Ministerstwo Bezpieczeństwa Publicznego utworzyło Centralne Obozy Pracy. Obóz pracy nr 99 powstał w Gliwicach. W połowie roku postanowiono, że Gliwice staną się siedzibą Politechniki Śląskiej. 
W mieście osiadło wielu Polaków ekspatriowanych ze Lwowa i Kresów Południo-Wschodnich. Stanowili oni 45% nowych mieszkańców. Oprócz nich dużo osadników pochodziło z Zagłębia Dąbrowskiego, Małopolski i Polski Centralnej. Do końca 1946 roku wysiedlono z miasta gliwiczan przyznających się do niemieckości, względnie uznanych za Niemców (czyli zdecydowaną większość zasiedziałych mieszkańców miasta). W 1951 roku w obręb miasta włączono osadę Stare Gliwice (Alt Gleiwitz) leżącą w rejonie ulic Łabędzkiej, Wiejskiej i Kozielskiej. W 1964 roku przyłączono do Gliwic osadę Łabędy wraz z Czechowicami. W 1974 Gliwice zostały odznaczone Orderem Odrodzenia Polski I klasy.
W 1975 roku Gliwice poszerzono o kolejną osadę Wilcze Gardło (dawne, niemieckie osiedle dla funkcjonariuszy NSDAP). Po wojnie osiedli tam m.in. reemigranci polscy z Francji.
Decyzję o budowie fabryki Opla w Gliwicach podjęto w 1996 roku. Rok później zatrudniono pierwszych pracowników. W 1998r nastąpiło otwarcie fabryki, a pierwszym wyprodukowanym komponentem była komora koła zapasowego. Budowa fabryki była w późniejszych latach przyczółkiem do utworzenia prężnej Specjalnej Strefy Ekonomicznej, która skupia wiele fabryk i linii produkcyjnych z wielu branż.
Podczas powodzi w nocy z 17 na 18 maja 2010 roku Kłodnica przerwała wały przeciwpowodziowe w centrum i zalała miasteczko akademickie. Woda zalała między innymi Wydział Mechaniczny Technologiczny i Bibliotekę Politechniki Śląskiej.